# Beatriz Colomina
Beatriz Colomina (Madri, 1952) é uma arquiteta, historiadora, curadora e teórica espanhola. É professora do programa de media e modernidade na Universidade de Princeton. 

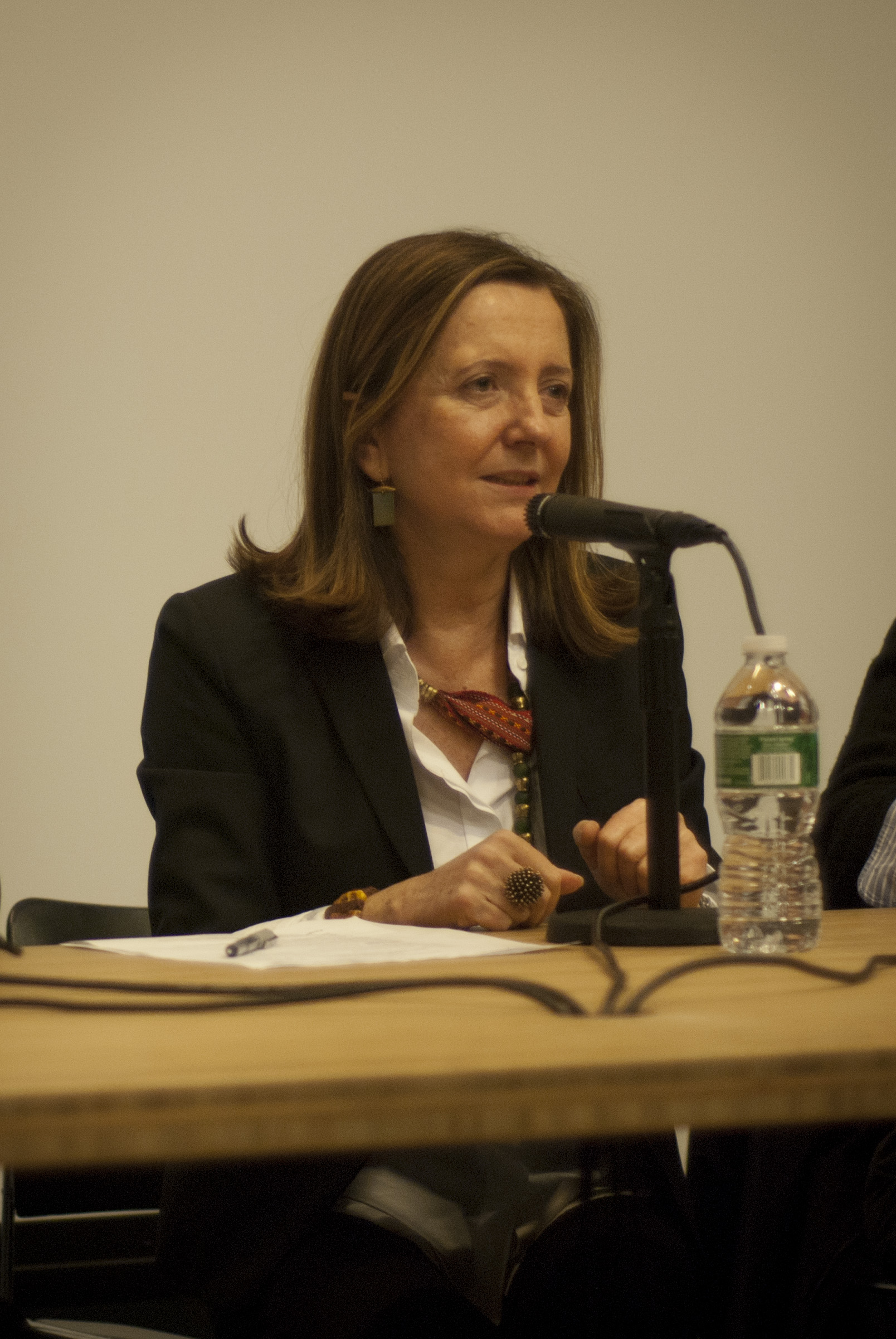
Beatriz Colomina na GSAPP Columbia

## Trajetória e educação
Nascida em Madri, estudou arquitetura, por um breve período, em Valência. Transferiu-se posteriormente para a Escola Técnica Superior de Arquitetura de Barcelona, onde se tornou bacharel e doutora em arquitetura. Ainda em Barcelona foi influencia por professores como Josep Quetglas e Ignasi de Solà-Morales e se tornou professora da Escola Técnica Superior de Arquitetura de Barcelona nas cadeiras de Teoria e História da arquitetura. 
Nos anos 1980 recebe uma bolsa de estudos para trabalhar com Richard Sennett em Nova York. Inicia carreira como professora da Universidade de Columbia e é, atualmente, professora da Universidade de Princeton. É influenciada por intelectuais como Susan Sontag, Carl Schorske e  Wolfgang Schivelbusch.

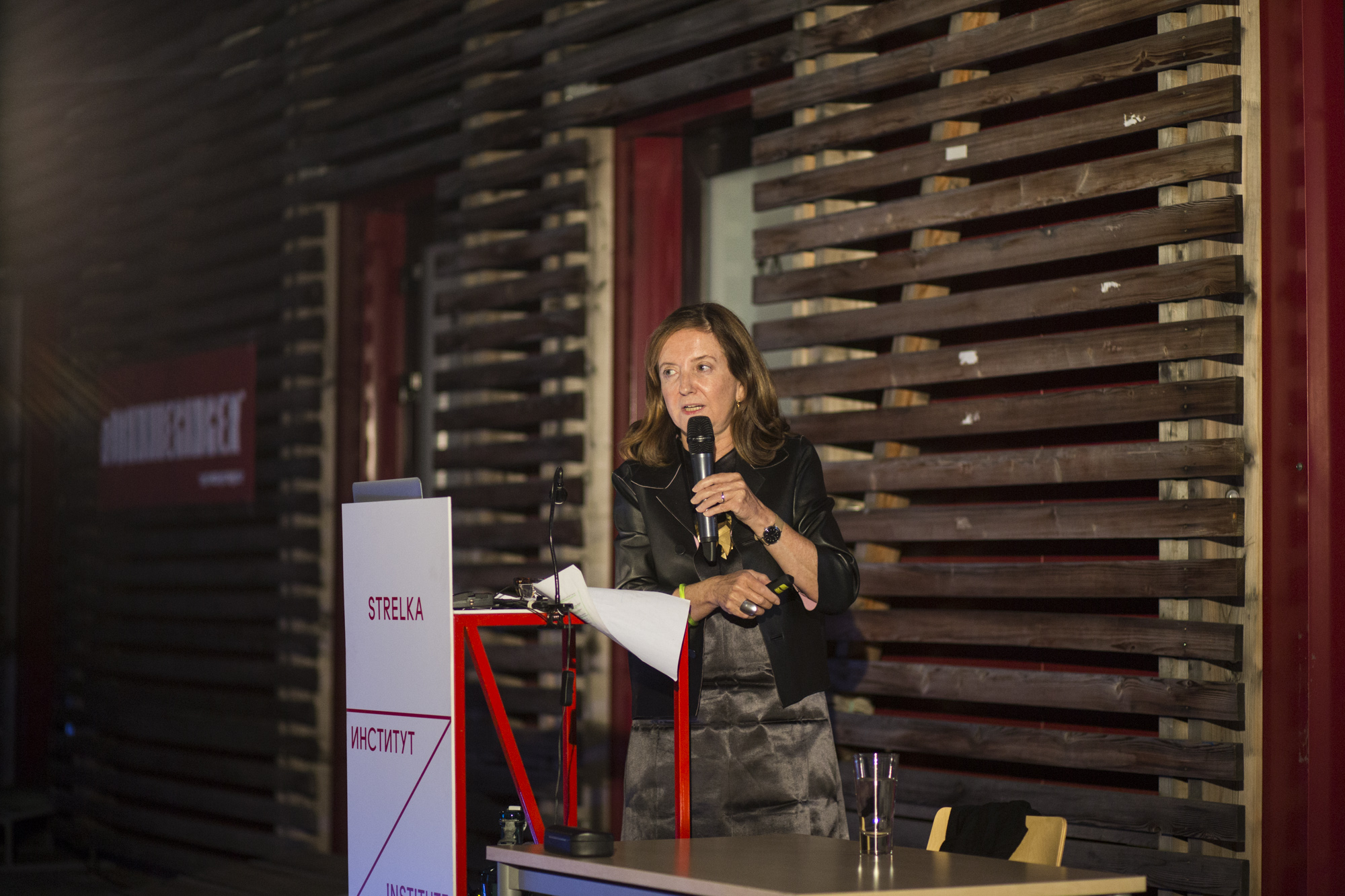
Beatriz Colomina

## Publicações[1]
- X-Ray Architecture (Lars Müller, 2018)
- Are We Human? Notes on an Archeology of Design (Lars Müller, 2016),
- The Century of the Bed (Verlag für Moderne Kunst, 2015),
- Das Andere/The Other: A Journal for the Introduction of Western Culture into Austria (MAK Center for Art and Architecture, 2016),
- Manifesto Architecture: The Ghost of Mies (Sternberg, 2014),
- Clip/Stamp/Fold: The Radical Architecture of Little Magazines 196X-197X (Actar, 2010),
- Domesticity at War (MIT Press, 2007),
- Privacy and Publicity: Modern Architecture as Mass Media (MIT Press, 1994), and
- Sexuality and Space (Princeton Architectural Press, 1992).